# エソンヌ県
エソンヌ県(エソンヌけん、Essonne)は、フランスのイル＝ド＝フランス地域圏にある行政区分番号91番の県。オー＝ド＝セーヌ県、ヴァル＝ド＝マルヌ県、セーヌ＝エ＝マルヌ県、ロワレ県、ウール＝エ＝ロワール県、イヴリーヌ県に隣接する。北部はほぼパリの都市経済圏に属し再開発が進んでいるが、南部は未だに地方色を濃く残している。県名の由来は圏域を流れるエソンヌ川 fr:Essonne (rivière) に因んで名づけられた。

## 歴史

旧イル＝ド＝フランスを革命以前の州で色分けした地図

1964年7月に発布された基本法に基づき、1968年1月1日にセーヌ・エ・オワーズ県を解体した際に、その南部を母体として新たに構成された。
1969年にはコミューンのシャトウフォルとトゥッス・ドゥ・ノーブルがイヴリーヌ県に編入された。
エヴリーの県庁が建設されるまでは、暫定的にコルベイユ＝エソンヌを県庁所在地としていた。

## 行政
エソンヌ県は3つの郡（arrondissement）から成り、更にその下にの42の小郡（canton）があり、全体で196のコミューンが存在する。
| 郡       | 人口 (1999) | 面積 (km²) | 人口密度 (km²あたり) | 小郡 | コミューン |
| -------- | ----------- | ---------- | -------------------- | ---- | ---------- |
| エタンプ | 125.148     | 876        | 143                  | 6    | 79         |
| エヴリー | 471.435     | 469        | 1005                 | 17   | 52         |
| パレゾー | 537.655     | 459        | 1171                 | 19   | 65         |

## 人口統計
| 1968年  | 1975年  | 1982年  | 1990年    | 1999年    | 2006年    | 2011年    |
| ------- | ------- | ------- | --------- | --------- | --------- | --------- |
| 673 325 | 923 063 | 988 000 | 1 084 824 | 1 134 238 | 1 198 273 | 1 225 191 |

出典:1968年以降INSEE（人口の二重カウントなし） ·  · 

## 日本との関わり

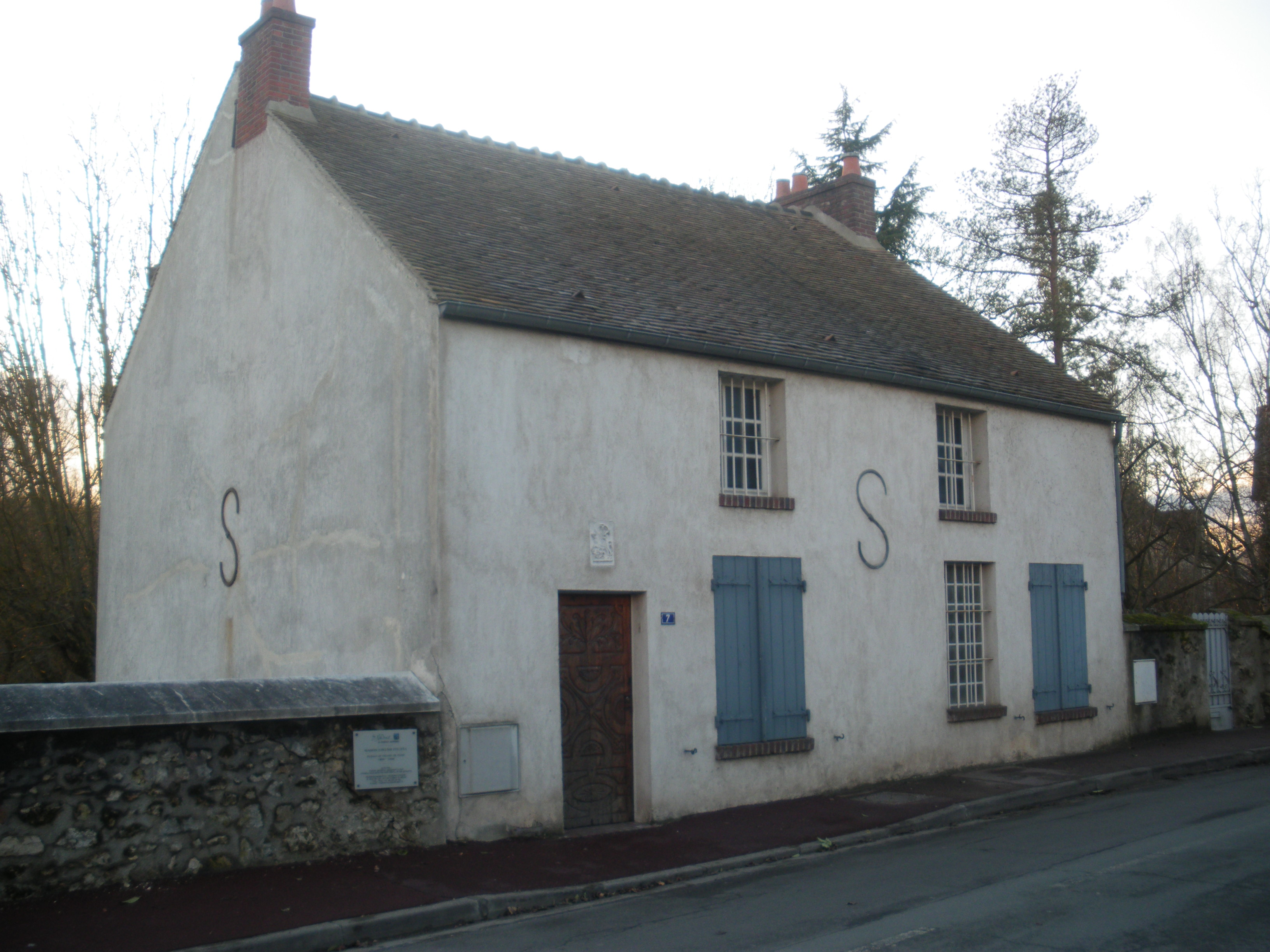
現存するフジタのアトリエ

戦前戦後を通じてフランスで活躍した日本人画家、藤田嗣治は1961年にパリからこの地へ移り住み、その農家を改造した「メゾン・アトリエ・フジタ」は藤田の終の住処となった。彼の邸宅は現存し、1991年に未亡人の君代夫人から県へと寄贈、現在も同県の管理下にある。調度品等も往時のままで日本語での解説コーナーもある。1994年にフランスの歴史的建造物に指定され、2000年秋からは一般にも公開されている。

## 所縁のある芸術家・作品等
- ジョルジュ・ビゴー：日本から帰国して以来、晩年をここで過ごした。
- ジャン・コクトー：晩年をここで過ごした。墓碑も同県のミリー・ラ・フォーレにある
- クリスチャン・ディオール：お気に入りの別荘がミリー・ラ・フォーレにあり、その街の名を関した作品もある
- クロード・モネ：モンジェロンに立ち寄った際に、この辺りを描いた絵画が数枚ある
- ギュスターヴ・カイユボット：幼少時に過ごしたイエールの思い出を『田舎の肖像』等に描いている

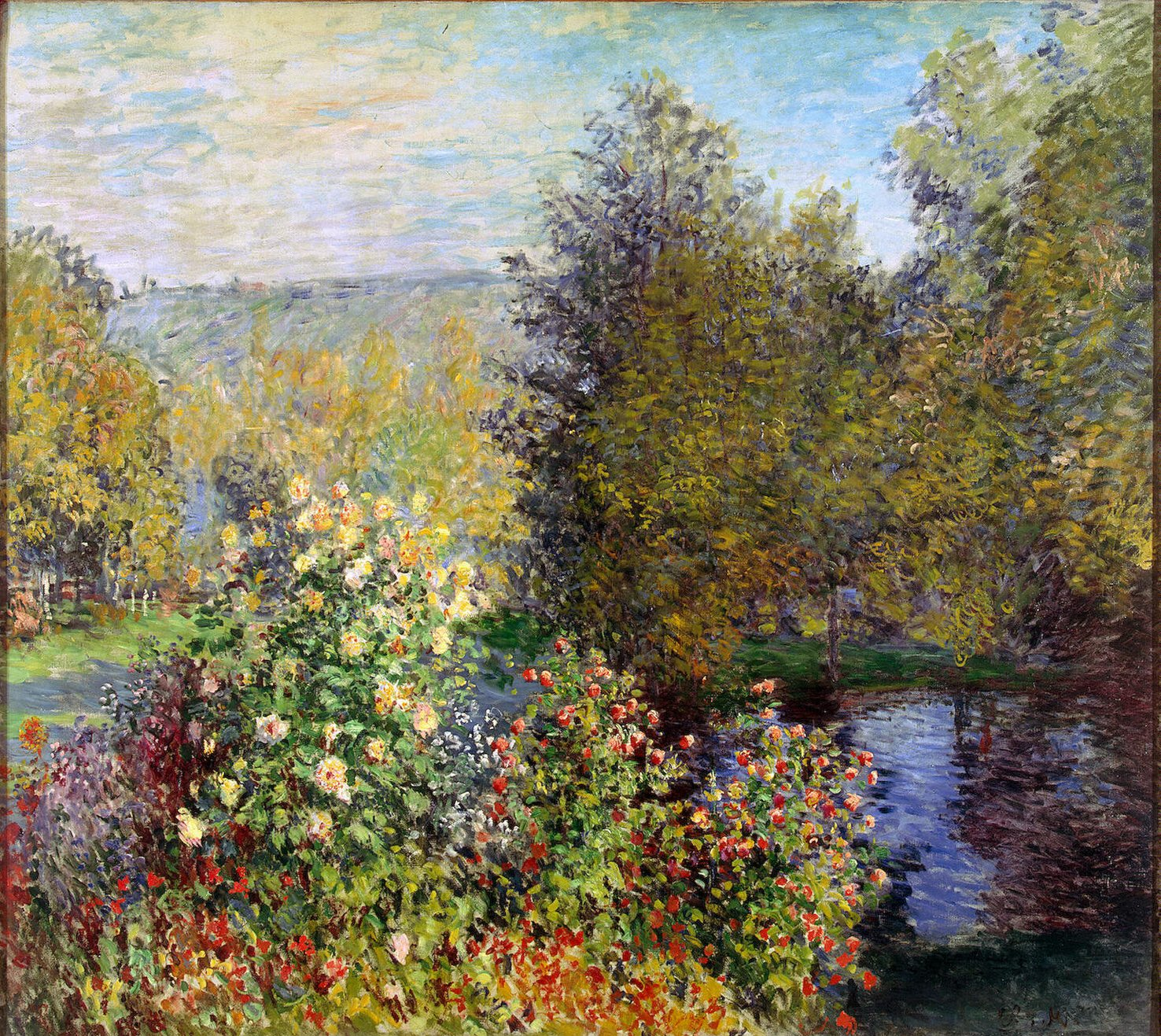
『とある庭角』 Coin de jardin à Montgeron モネ画 (1876)
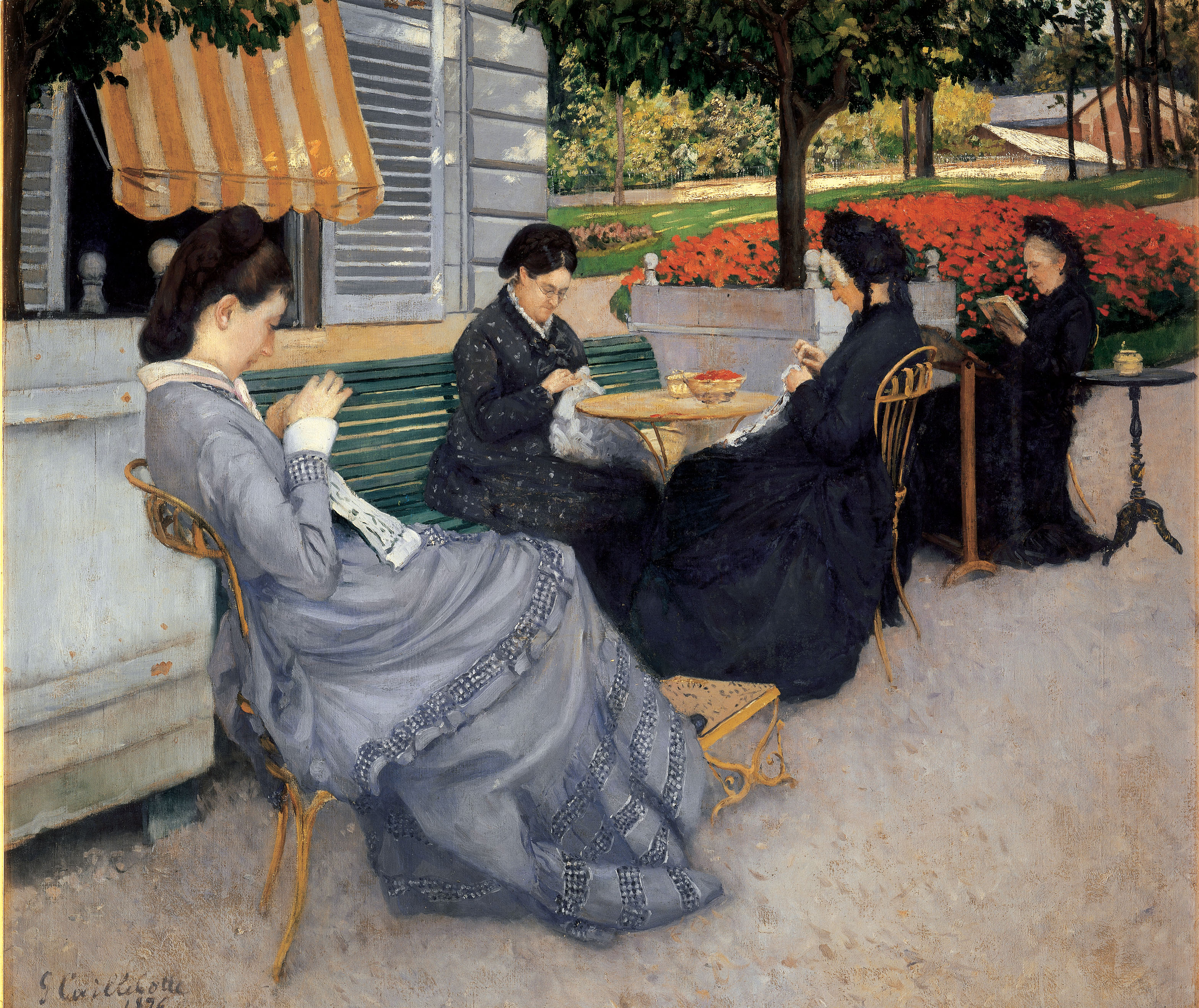
『田舎の肖像』 Portraits à la campagne カイユボット画 (1876)
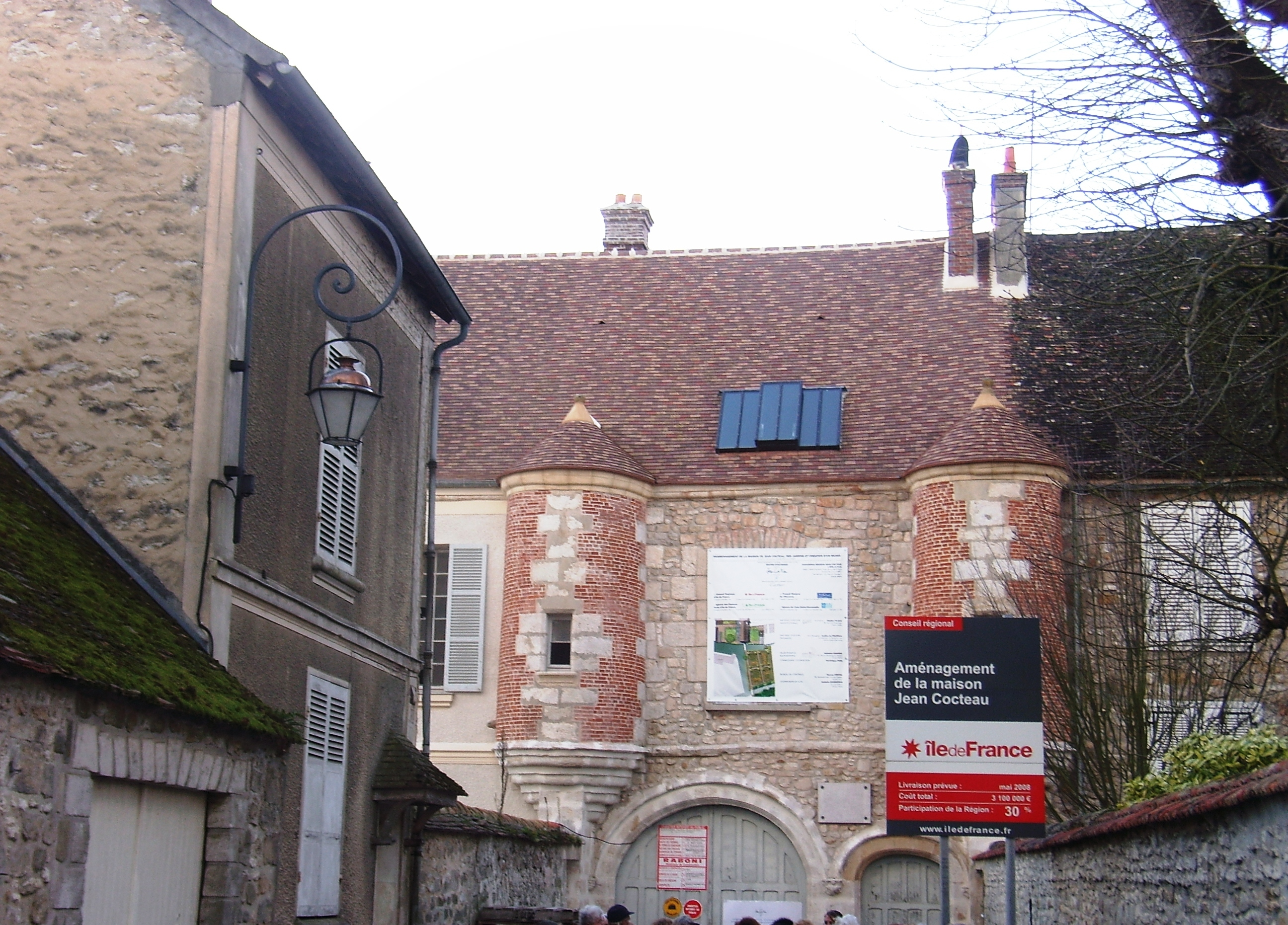
コクトー邸

ミリー・ラ・フォーレに現存

## 日本の姉妹協定自治体
- 茨城県（昭和61年4月22日　締結）